# Busy Doin' Nothin'
Busy Doin' Nothin' är en låt som framfördes av Ace Wilder i Melodifestivalen 2014. Efter att ha tagit sig vidare till final placerade den sig på en andraplats, endast två poäng efter vinnaren Sanna Nielsen med Undo. Den har även placerat sig som etta på Spotifylistan.
7 mars 2014 klättrade låten från plats 32 ända upp till förstaplatsen på Sverigetopplistan.

## Listplaceringar
| Lista (2014) | Topplacering |
| ------------ | ------------ |
| Sverige      | 1            |